# Похмурі пригоди Біллі та Менді
«Похмурі пригоди Біллі та Менді» (англ. The Grim Adventures of Billy & Mandy) — американський мультсеріал, створений Максвеллом Атомсом для Cartoon Network. 
«Пригоди Біллі та Менді» розпочався як сегмент «Grim & Evil», від якого він був спінофом, разом із дочірнім серіалом «Evil Con Carne» 24 серпня 2001 року.[джерело?]

## Сюжет
Мультсеріал зосереджений на пригодах Біллі, дурнуватого та веселого хлопчика, і Менді — цинічної, безжалісної дівчинки. Після того як вони обманом перемогли Женця під час лімбо-матчу, щоб врятувати домашнього хом'яка, він назавжди стає їхнім “найкращим другом” та змушений служити їм. 

## Епізоди
| Сезон | Епізоди | Перший показ   | Останній показ   |
| ----- | ------- | -------------- | ---------------- |
| 1     | 24      | 13 червня 2003 | 22 жовтня 2004   |
| 2     | 19      | 11 червня 2004 | 22 жовтня 2004   |
| 3     | 9       | 1 квітня 2005  | 3 червня 2005    |
| 4     | 8       | 29 липня 2005  | 16 грудня 2005   |
| 5     | 13      | 6 січня 2006   | 21 липня 2006    |
| 6     | 11      | 6 жовтня 2006  | 9 листопада 2007 |

## Виробництво
Мультсеріал бере свій початок в 1995 році, коли Максвелл Атомс, навчаючись на молодших курсах Університету мистецтв у Філадельфії, зняв двохвилинну короткометражку для свого дипломного проєкту під назвою «Billy and Mandy in: The Trepanation of the Skull and You», в якому розповідається про те, як Біллі та Менді (прототипні версії) обговорюють один з одним трепанацію. Короткометражний фільм не демонструвався публічно до 30 квітня 2016 року під час першого щорічного кінофестивалю TromAnimation. Після перегляду Атомс завантажив короткометражку на свій Youtube-канал, хоч і в погіршеній якості після років зберігання.

## Зовнішні посилання
- Похмурі пригоди Біллі та Менді на сайті IMDb (англ.)
- Archived from the original on September 1, 2016.